# Бруз, Семён Григорьевич
Бруз Семён Григорьевич (7 (20) июля 1905 — 2 июня 1942) — секретарь запасного подпольного городского комитета КП(б)У во время оккупации гитлеровцами Киева. Отец Бруза Владимира Семёновича.

## Биография
Родился 7 (20) июля 1905 года в Херсоне в рабочей семье.
Член РКП(б), впоследствии (с 1924 года) ВКП(б). С 1926 года — секретарь Цюрупинского райкома ЛКСМУ (Херсонского округа). Позже — в Красной армии. После демобилизации — на журналистской и партийной работе на Харьковщине и Киевщине, перед Великой Отечественной войной — секретарь Белоцерковского городского комитета КП(б)У.
В оккупированном Киеве организовал подпольную типографию по улице Большая Шияновская Московского района (здесь жил и работал), где печатали антифашистские листовки. Погиб во время ареста в перестрелке с гитлеровцами в Киеве.
Награждён орденом Ленина (посмертно).